# Luis Cristaldo
Luis Héctor Cristaldo Ruiz Díaz (Formosa, 31 de agosto de 1969) é um ex-futebolista e treinador de futebol boliviano nascido na Argentina.

## Carreira

### Da Argentina para a Bolivia
Natural de Formosa, uma cidade localizada na província homônima, Cristaldo se mudou para a cidade de Santa Cruz de la Sierra aos 15 anos, e dá seus primeiros passos como jogador na Tahuichi Academy. Sua primeira equipe foi o Oriente Petrolero, estreando profissionalmente em 1988, contra o Destroyers onde atuou até 1992. Foi durante sua passagem pelos Verdolagas que Cristaldo foi convocado pela primeira vez para a Seleção Boliviana.

### Bolivar
Foi com o Bolívar, que o contratou no ano de 1993, onde o meia-atacante destacou-se mais, atuando no clube de La Paz até 1998, em 127 jogos. Ele conquistou três Campeonatos Bolivianos envergando a camisa dos Celestes. Teve ainda uma curta passagem por empréstimo no Textil Mandiyú, em 1994.
Seu desempenho no Bolívar chamou a atenção do Sporting de Gijón, que o contratou em 1998. Não teve uma boa passagem pela equipe alvirrubra do norte da Espanha, jogando apenas 8 partidas, com um gol marcado. Sem espaço no Gijón, Cristaldo foi jogar no Paraguai, sendo contratado pelo Cerro Porteño em 2000, mas ele não disputou nenhuma partida.

### Novamente na Bolivia
Após a decepcionante passagem no Cerro, Cristaldo retornou à Bolívia em 2001 para jogar no The Strongest, fazendo 107 partidas até 2007. Pelo Decano, conquistou três títulos do Campeonato Boliviano (Apertura e Clausura de 2003 e Clausura de 2004). Saiu da equipe aurinegra em 2007 e regressou ao Oriente Petrolero, clube onde iniciara a carreira. Esta segunda passagem pelos Verdolagas durou apenas um ano (11 partidas), e Cristaldo decidiu encerrar a carreira pela primeira vez em 2008.

### Retorno aos gramados aos 40
Em 2009, surpreendeu ao retornar aos gramados, aos 40 anos de idade, pelo modesto Guabirá, onde atuou até o final de 2010, quando, após um tempo de inatividade, retornou ao The Strongest, como alternativa para o ataque dos Tigres de La Paz. Ele, que também integrava a comissão técnica, não teve uma sequência de jogos e pendurou novamente as chuteiras.
Assinou com o Oruro Royal em 2012, para ser auxiliar-técnico de Luis Ramallo, seu ex-companheiro de Seleção Boliviana, mas ainda chegou a disputar alguns jogos pela equipe antes de encerrar definitivamente a carreira de jogador.

## Carreira de treinador
Logo após encerrar a carreira, Cristaldo exerceu seu primeiro - e único - trabalho como técnico ainda em 2012, assinando com o Guabirá. Sua trajetória no clube foi curta, com apenas 6 partidas.

## Seleção Boliviana
Estreou pela Seleção Boliviana em 1989, numa partida contra o Uruguai, durante as Eliminatórias da Copa do Mundo FIFA de 1990, mas os verdes não conseguiram a classificação. Disputou a Copa do Mundo de 1994, a última disputada pelos bolivianos, e participou da primeira derrota do Brasil em uma eliminatória de Copa do Mundo, concedida pelos próprios bolivianos.
Cristaldo, que também atuou em cinco edições da Copa América (1993, 1995, 1997, 1999 e 2004) e a Copa das Confederações de 1999 (única do país andino), realizou sua última partida pelo selecionado em 2005, aos 36 anos. É, junto com Marco Sandy o jogador que mais vezes vestiu "La Verde", com 93 partidas.

## Títulos
Seleção Boliviana
- Copa América de 1997: 2º Lugar